# ويم كوفرمانس
ويم كوفرمانس (بالهولندية: Wim Koevermans)‏، من مواليد 28 يونيو 1960، لاعب كرة قدم هولندي سابق، ومدرب كرة قدم هولندي حالي.
لعب مع منتخب هولندا لكرة القدم.

## روابط خارجية
- ويم كوفرمانس على موقع قاعدة بيانات كرة القدم.إي يو (الإنجليزية)
- ويم كوفرمانس على موقع ناشيونال فوتبول تيمز (الإنجليزية)
- ويم كوفرمانس على موقع عالم كرة القدم.نت (الإنجليزية)